# Lucasfilm
Lucasfilm Ltd. LLC ist eine US-amerikanische Produktionsfirma für Film, Spiele und Fernsehen mit dem Sitz im kalifornischen San Francisco, Kalifornien. Die Firma wurde von George Lucas 1971 gegründet und gilt als eine der wichtigsten und berühmtesten Produktionsfirmen, die das Kino seit Mitte der 1970er Jahre revolutionierte. Bis auf wenige Ausnahmen konzentriert sich die Firma (vor allem seit 2012) auf die Marken Star Wars und Indiana Jones. Im Oktober 2012 wurde das Unternehmen für 4,05 Milliarden US-Dollar an Disney verkauft.

## Geschichte
Lucasfilm wurde 1971 von George Lucas gegründet. Nach und nach entstanden sieben Tochterunternehmen, die heute gemeinsam den eigentlichen Konzern bilden. Der Konzernname Lucasfilm entspricht dabei einer gleichnamigen Division.
Im Jahr 1986 verkaufte Lucasfilm die ursprüngliche Animations-Sparte Lucasfilm Graphics Groups, welche als Projekt bei Industrial Light and Magic aus der Taufe gehoben wurde, an Steve Jobs. Von ihm wurde sie zu einem Unternehmen ausgebaut und existiert heute als Pixar Animation Studios, die unter anderem Filme wie Findet Nemo, Toy Story und Die Monster AG produziert haben. Wie Lucasfilm ist Pixar heute ein Teil der Walt Disney Motion Pictures Group bei Disney.
Der gesamte Lucasfilm-Konzern wurde, wie am 30. Oktober 2012 bekannt gegeben wurde, für 4,05 Milliarden Dollar an The Walt Disney Company verkauft. Der bisherige Alleininhaber des Konzerns, George Lucas, begründete diesen Schritt damit, dass er noch zu seinen Lebzeiten einen angemessenen Übergang für seine Nachfolge wollte. Präsidentin des Unternehmens ist Kathleen Kennedy. Anfang 2013 gab der Direktor des neuen Eigentümers Bob Iger die Pläne von Lucasfilm bekannt, über einen Zeitraum von sechs Jahren, neben der Sequel-Trilogie auch eigenständige Star-Wars-Filme zu veröffentlichen. Diese Ergänzungen der Hauptsaga sollten das Star-Wars-Universum erweitern und bisher nur angedeutete Aspekte näher beleuchten. Daraufhin erschienen in den Jahren 2015 bis 2019 neben den Teilen VII bis IX der Hauptreihe, 2016 Rouge One und 2018 Solo: A Star Wars Story. Nach dem enttäuschenden Einspielergebnis von Solo wurden nach 2019 keine weiteren Star Wars Kinofilme veröffentlicht. Lucasfilm konzentrierte sich auf TV-Produktionen mit mehreren Star Wars Serien. Auch um exklusive Inhalte für den konzerninternen Streamingdienst Disney+ zu generieren. Im Jahr 2023 veröffentlichte Lucasfilm den fünften Teil der Indiana Jones Filmserie. Indiana Jones und das Rad des Schicksals konnte nicht genug Kinozuschauer überzeugen und spielte seine Produktionskosten von geschätzten 300 Millionen Dollar nicht wieder ein. Der Erfolg der Strategie hin zu immer mehr Fernsehserien war zwiespältig. So wurden Serien wie The Mandalorian oder Andor sowohl von der Kritik als auch von den Zuschauern überwiegend positiv aufgenommen, doch in den Jahren 2023 und 2024 häuften sich die Fehlschläge. Serien wie Willow und The Acolyte wurden bereits nach einer Staffel wieder abgesetzt. 

## Tochterunternehmen
Neben der Firma Lucasfilm, dem Namensgeber des Konzerns, gehören folgende Sparten zum Konzern:

### Industrial Light & Magic
Industrial Light & Magic (ILM) wurde im Jahr 1975 von George Lucas gegründet. Es ist eines der führenden Unternehmen für Spezialeffekte weltweit. ILM hat Spezialeffekte für fast 300 Spielfilme erstellt, einschließlich der Schaffung vollständig computergenerierter Filme. ILM wurde mit 15 Oscars für die besten visuellen Effekte ausgezeichnet.

### Skywalker Sound
Skywalker Sound ist eines der größten Full-Service-Audio-Postproduktionsunternehmen der Welt. Neben einer Scoring Stage verfügt Skywalker Sound über sechs Mix-Studios, ADR und Foley-Stufen, 34 Schnittplätze und einen 300-sitzigen Vorführraum. Skywalker Sound wurde mit 18 Oscars für den besten Sound und das beste Sound Effects Editing ausgezeichnet.

### LucasArts
LucasArts wurde, unter dem vorherigen Namen Lucasfilm Games, im Jahr 1982 gegründet und ist Entwickler und Publisher von interaktiver Unterhaltungssoftware. Von LucasArts veröffentlichte Titel sind unter anderem Maniac Mansion, Zak McKracken, The Secret of Monkey Island, Grim Fandango und Indiana Jones und das Schicksal von Atlantis sowie Franchises inklusive Star Wars Battlefront, Lego Star Wars, Lego Indiana Jones und The Force Unleashed. Am 3. April 2013 wurde bekannt, dass im Zuge einer Umstrukturierung durch Disney alle laufenden Projekte eingestellt und fast alle Mitarbeiter entlassen werden. LucasArts soll in Zukunft nur noch als Lizenzgeber für Star-Wars-Spiele dienen, statt sie selbst zu entwickeln.

### Lucas Licensing
Lucas Licensing ist verantwortlich für die Lizenzierung und Merchandising-Aktivitäten in Bezug auf Star Wars, Indiana Jones und andere Lucasfilm-Produkte.

### Lucasfilm Animation
Gegründet im Jahr 2003 ist Lucasfilm Animation ein digitales Animationsstudio, welches bis 2014 Star Wars: The Clone Wars, eine computergenerierte, wöchentlich erschienene Serie, produziert hat. Sie hat in den Jahren 2008 bis 2014 insgesamt 121 Folgen in 6 Staffeln erreicht. Neben der Entwicklung einer zweiten Star-Wars-Zeichentrickserie ist das Studio auch auf eine Konzentration auf die Spielfilm-Animation ausgerichtet. Ab 2014 wurde in Kooperation mit Disney Television Animation die animierte Star-Wars-Serie Star Wars Rebels produziert.

### Lucas Online
Lucas Online wurde im Jahr 1997 als Unternehmen für digitale Unterhaltung, Bildung, Referenz- und E-Commerce für geistiges Eigentum von Lucasfilm gegründet. Lucas Online bietet Video-Streamings, interaktive Inhalte, aktuelle Nachrichten, Bildergalerien, Reportagen, umfangreiche Datenbanken, Soundboards und mehr über starwars.com, eine Website für den Aufbau und die Aufrechterhaltung einer aktiven Community von Star-Wars-Fans, an.

### Lucasfilm Singapore
Lucasfilm Singapore produziert digitale animierte Inhalte für Film und Fernsehen, visuelle Effekte für Spielfilme und Multi-Plattform-Spiele. Das Studio in Singapur beherbergt die Singapore-Divisionen Industrial Light & Magic, LucasArts und Lucasfilm Animation. LucasArts Singapore ist eine Filiale von LucasArts in den USA. Das Team in Singapur konzentriert sich auf Handhelds und Konsolenspiele.

## Filmografie (Auswahl)

### Spielfilme
| Jahr | Deutscher Titel                                                                               | Englischer Titel                                                                   | Regisseur                  | Publisher           | Anmerkungen                       |
| ---- | --------------------------------------------------------------------------------------------- | ---------------------------------------------------------------------------------- | -------------------------- | ------------------- | --------------------------------- |
| 1973 | American Graffiti                                                                             | American Graffiti                                                                  | George Lucas               | Universal Pictures  |                                   |
| 1977 | Krieg der Sterne alternativ: Star Wars: Episode IV – Eine neue Hoffnung                       | Star Wars alternativ: Star Wars: Episode IV – A New Hope                           | George Lucas               | 20th Century Fox    |                                   |
| 1978 | —                                                                                             | The Star Wars Holiday Special                                                      | Steve Binder, David Acomba | 20th Century Fox    | Fernsehfilm                       |
| 1979 | The Party is over… Die Fortsetzung von American Graffiti                                      | More American Graffiti                                                             | Bill L. Norton             | Universal Pictures  |                                   |
| 1980 | Das Imperium schlägt zurück alternativ: Star Wars: Episode V – Das Imperium schlägt zurück    | The Empire Strikes Back alternativ: Star Wars: Episode V – The Empire Strikes Back | Irvin Kershner             | 20th Century Fox    |                                   |
| 1981 | Jäger des verlorenen Schatzes                                                                 | Raiders of the lost Ark                                                            | Steven Spielberg           | Paramount Pictures  |                                   |
| 1983 | Die Rückkehr der Jedi-Ritter alternativ: Star Wars: Episode VI – Die Rückkehr der Jedi-Ritter | Return of the Jedi alternativ: Star Wars: Episode VI – Return of the Jedi          | Richard Marquand           | 20th Century Fox    |                                   |
| 1984 | Indiana Jones und der Tempel des Todes                                                        | Indiana Jones and the Temple of Doom                                               | Steven Spielberg           | Paramount Pictures  |                                   |
| 1984 | Die Ewoks – Karawane der Tapferen                                                             | The Ewok Adventure                                                                 | John Korty, George Lucas   | 20th Century Fox    | Fernsehfilm                       |
| 1985 | Kampf um Endor                                                                                | Ewoks: The Battle for Endor                                                        | Jim Wheat, Ken Wheat       | 20th Century Fox    | Fernsehfilm                       |
| 1985 | Mishima – Ein Leben in vier Kapiteln                                                          | Mishima: A Life in Four Chapters                                                   | Paul Schrader              | Warner Bros.        |                                   |
| 1986 | Die Reise ins Labyrinth                                                                       | Labyrinth                                                                          | Jim Henson                 | TriStar Pictures    |                                   |
| 1986 | Howard – Ein tierischer Held                                                                  | Howard The Duck                                                                    | Willard Huyck              | Universal Pictures  |                                   |
| 1988 | Willow                                                                                        | Willow                                                                             | Ron Howard                 | Metro Goldwyn Mayer |                                   |
| 1988 | Tucker                                                                                        | Tucker: The Man and His Dream                                                      | Francis Ford Coppola       | Paramount Pictures  |                                   |
| 1989 | In einem Land vor unserer Zeit                                                                | The Land Before Time                                                               | Don Bluth                  | Universal Pictures  |                                   |
| 1989 | Indiana Jones und der letzte Kreuzzug                                                         | Indiana Jones and the Last Crusade                                                 | Steven Spielberg           | Paramount Pictures  |                                   |
| 1994 | Radioland Murders – Wahnsinn auf Sendung                                                      | Radioland Murders                                                                  | Mel Smith                  | Universal Pictures  |                                   |
| 1999 | Star Wars: Episode I – Die dunkle Bedrohung                                                   | Star Wars: Episode I – The Phantom Menace                                          | George Lucas               | 20th Century Fox    |                                   |
| 2002 | Star Wars: Episode II – Angriff der Klonkrieger                                               | Star Wars: Episode II – Attack of the Clones                                       | George Lucas               | 20th Century Fox    |                                   |
| 2005 | Star Wars: Episode III – Die Rache der Sith                                                   | Star Wars: Episode III – Revenge of the Sith                                       | George Lucas               | 20th Century Fox    |                                   |
| 2008 | Indiana Jones und das Königreich des Kristallschädels                                         | Indiana Jones and the Kingdom of the Crystal Skull                                 | Steven Spielberg           | Paramount Pictures  |                                   |
| 2008 | Star Wars: The Clone Wars                                                                     | Star Wars: The Clone Wars                                                          | Dave Filoni                | 20th Century Fox    | Pilotfilm zur gleichnamigen Serie |
| 2012 | Red Tails                                                                                     | Red Tails                                                                          | Anthony Hemingway          | Warner Bros.        |                                   |
| 2015 | Strange Magic                                                                                 | Strange Magic                                                                      | Gary Rydstrom              | Disney              |                                   |
| 2015 | Star Wars: Das Erwachen der Macht                                                             | Star Wars: The Force Awakens                                                       | J.J. Abrams                | Disney              |                                   |
| 2016 | Rogue One: A Star Wars Story                                                                  | Rogue One: A Star Wars Story                                                       | Gareth Edwards             | Disney              |                                   |
| 2017 | Star Wars: Die letzten Jedi                                                                   | Star Wars: The Last Jedi                                                           | Rian Johnson               | Disney              |                                   |
| 2018 | Solo: A Star Wars Story                                                                       | Solo: A Star Wars Story                                                            | Ron Howard                 | Disney              |                                   |
| 2019 | Star Wars: Der Aufstieg Skywalkers                                                            | Star Wars: The Rise of Skywalker                                                   | J.J. Abrams                | Disney              |                                   |
| 2023 | Indiana Jones und das Rad des Schicksals                                                      | Indiana Jones and the Dial of Destiny                                              | James Mangold              | Disney              |                                   |

### Serien
- 1985–1986: Freunde im All (Star Wars: Droids)
- 1985–1987: Die Ewoks (Star Wars: Ewoks)
- 1990–1993: Maniac Mansion
- 1992–1996: Die Abenteuer des jungen Indiana Jones (The Young Indiana Jones Chronicles)
- 2003–2005: Star Wars: Clone Wars
- 2008–2014, 2020: Star Wars: The Clone Wars
- 2014–2018: Star Wars Rebels
- 2017–2018: Star Wars: Die Mächte des Schicksals (Star Wars Forces of Destiny)
- 2018–2020: Star Wars Resistance
- 2021–2024: Star Wars: The Bad Batch
- 2022–2023: Willow
- 2024–2024: The Acolyte
- seit 2019: Star Wars: The Mandalorian
- seit 2021: Star Wars: Das Buch von Boba Fett
- seit 2022: Star Wars: Obi-Wan-Kenobi
- seit 2022: Star Wars: Geschichten der Jedi (Tales of the Jedi)
- seit 2022: Star Wars: Andor
- seit 2023: Star Wars: Ahsoka